# Casa de Piedra (Alcolea del Pinar)
La conocida como Casa de Piedra es una vivienda de construcción rupestre realizada a comienzos del siglo XX por Lino Bueno en la población española de Alcolea del Pinar, en la provincia de Guadalajara (Castilla-La Mancha), y que desde 1990 puede ser visitada como casa museo.

## Obra y descripción
El autor comenzó a trabajar en 1907 con la intención de construir una habitación donde poder alojar a su familia, pero después de esa primera etapa siguió construyendo hasta la 1927 (aunque Lino nunca dio por finalizada la construcción), dedicándole 21 años de trabajo, agregando varias habitaciones, una cocina, un comedor o cuarto de estar, pasillos, una cuadra y una cochiquera, todas ellas unidas y excavadas con herramientas manuales, durante las noches después de su día como trabajador manual del campo. También el mobiliario y accesorios necesarios para la habitabilidad están tallados en la misma roca sin discontinuidad, como son alacenas, escaleras, desagües, armarios, una mesa, pesebres, la chimenea, etc.
La casa dispone de dos plantas, si bien la superior está en dos niveles distintos para poder vencer la mayor altura de la cocina de la planta inferior, sobre la que pasa. En la habitación de arriba se encuentra un inicio de excavación de una nueva habitación, que debería haberse unido con el trabajo, también inacabado, del balcón izquierdo de la fachada principal.
La fachada, en vista frontal, se compone de la puerta de acceso, una puerta a la izquierda que da acceso a la cochiquera (posteriormente convertida en trastero y leñera), la ventana del recibidor en la planta baja, y el balcón de la habitación superior, y a la misma altura el hueco que sería el balcón de la nueva habitación, inacabada. A la derecha se encuentra la verja que da al patio lateral, donde desagua la pila interior, se accede a la cuadra y abren otras ventanas.

## Material y herramientas
La roca arenisca, típica de la zona, es una peña de una pieza única bastante compacta. Lino utilizó herramientas básicas de hierro para las tareas, como, por ejemplo, el pico con el que aparece en alguna foto de la época. También se ayudó de cinceles o barras de hierro para poder perforar la chimenea.
La instalación eléctrica también se hizo en época de Lino y se basa en cables vistos fijados con clavos a la roca.

## Historia
La peña era propiedad del Ayuntamiento que la cedió a Lino en 1907 después de petición de él mismo.
Durante la Guerra Civil fue utilizada como refugio debido a su solidez.
La Casa de piedra ha sido visitada por personalidades como el general Primo de Rivera y Alfonso XIII en 1928 y los reyes Juan Carlos y Sofía en 1978.